# قوة إقليمية

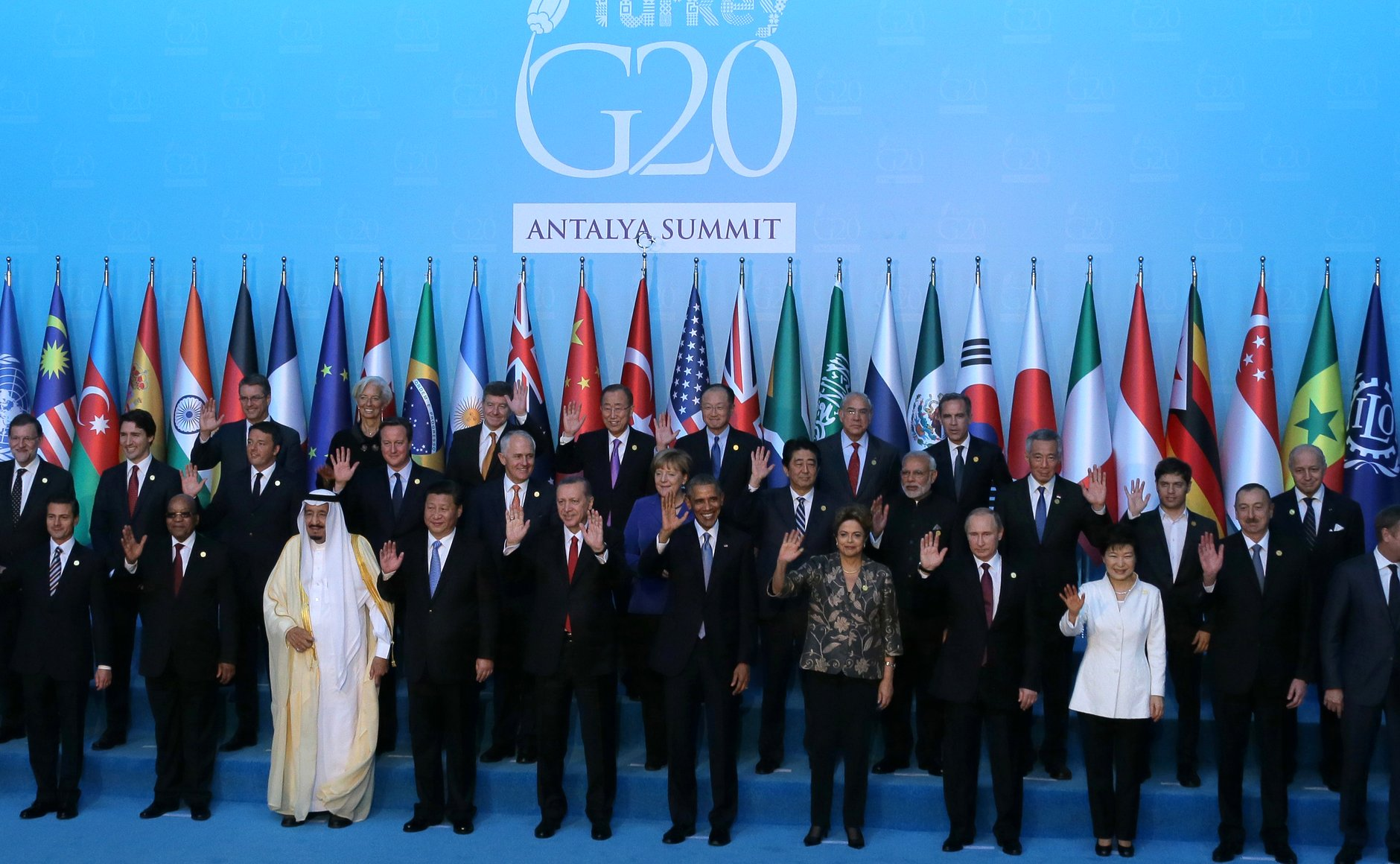
قادة معظم القوى الإقليمية خلال قمة مجموعة العشرين 2015

في العلاقات الدولية منذ أواخر القرن العشرين، القوة الإقليمية هي مصطلح يستخدم لوصف دولة لديها سلطة أو قوة داخل منطقة جغرافية. تمتلك الدول التي تمارس نفوذًا منقطع النظير داخل منطقة ما من العالم ما يعرف بـ «هيمنة إقليمية».

## القوى الإقليمية

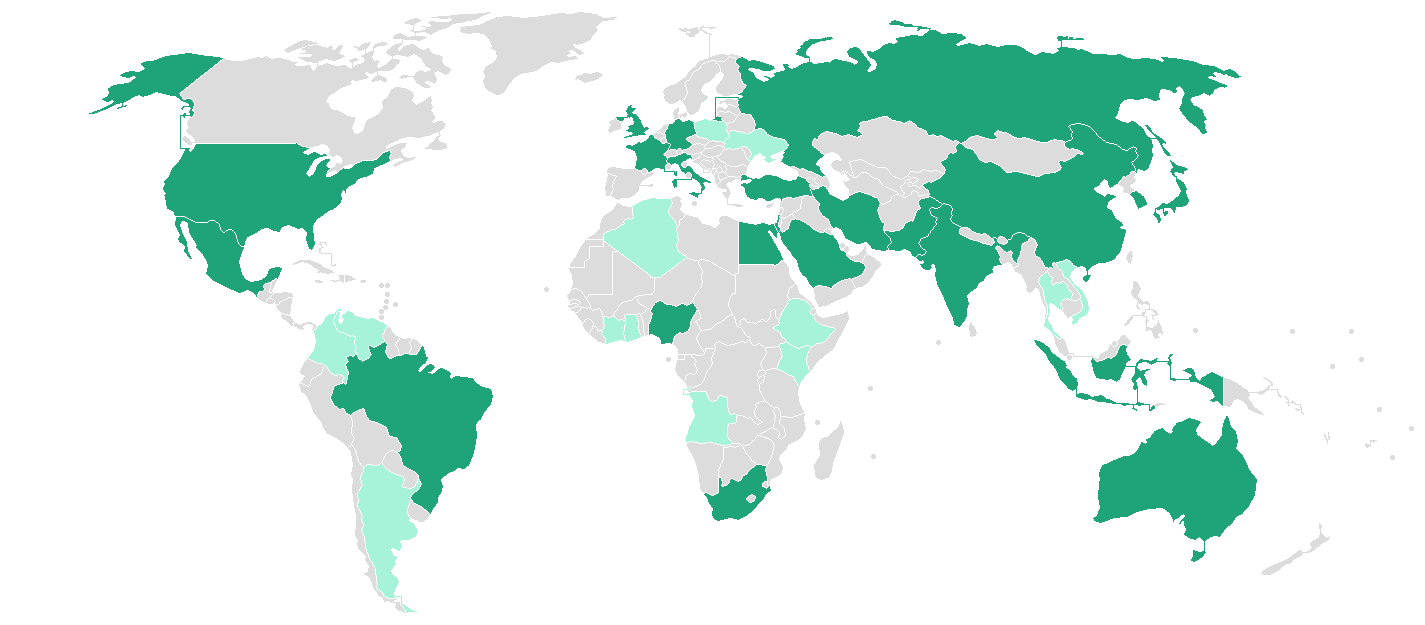
خريطة الدول التي تم وصفها بأنها قوى إقليمية سنة 2012

فيما يلي الدول التي تم وصفها بأنها قوى إقليمية من قبل أكاديميي العلاقات الدولية والعلوم السياسية أو المحللين أو خبراء آخرين. تفي هذه الدول إلى حد ما بمعايير القوى الإقليمية. يختلف الخبراء مع ذلك في وجهات النظر حول ماهية الدول التي تمثل قوى إقليمية. يتم ترتيب الدول حسب منطقتها:

### أفريقيا
- مصر [N-11][2][3][4][5]
- الجزائر [G20][BRICS][CIVETS][6][7][8]
- نيجيريا [N-11][9][10]
- جنوب إفريقيا [G20][BRICS][CIVETS][6][7][11]

### أمريكا الشمالية
كندا، على الرغم من كونها قوة متوسطة، ليست قوة إقليمية لأنها مؤمنة عسكريا من قبل الهيمنة الأمريكية ومتطورة ماليا من خلال اعتمادها على الاقتصاد الأمريكي القوي. الولايات المتحدة هي القوة الجيوسياسية الأساسية في الأمريكتين والعالم الغربي.
- الولايات المتحدة [GP][P5][G7][G20][13]

### أمريكا الجنوبية
في الماضي، كانت إسبانيا والبرتغال القوتين المهيمنتين في المنطقة، ولكن بعد إنهاء الاستعمار في النصف الأول من القرن التاسع عشر، أصبحت القوى الكبرى البرازيل والأرجنتين.
- الأرجنتين [G20][14][15][16][17][18][19][20]
- البرازيل [BRICS][G4][G20][21][22][23][24]

### آسيا
تاريخيا، كانت الصين القوة المهيمنة في شرق آسيا. ولكن، في بداية القرن العشرين، أصبحت إمبراطورية اليابان القوة المهيمنة في آسيا في الحرب العالمية الأولى كواحدة من قوات الحلفاء. مع الاضطراب الاقتصادي، وطرد اليابان من عصبة الأمم، واهتمامها بالتوسع في البر الرئيسي، أصبحت اليابان واحدة من دول المحور الثلاث الرئيسية في الحرب العالمية الثانية.
منذ أواخر القرن العشرين، غيرت التحالفات الإقليمية، والتقدم الاقتصادي، والقوة العسكرية المتناقضة ميزان القوى الاستراتيجي والإقليمي في آسيا. في السنوات الأخيرة، أدت إعادة التوازن بين القوة العسكرية والاقتصادية بين دول مثل الصين والهند إلى تغييرات كبيرة في الجغرافيا السياسية لآسيا. كما اكتسبت الصين واليابان تأثيراً أكبر على مناطق خارج آسيا. مع العلاقات الاقتصادية والعسكرية الوثيقة مع الولايات المتحدة، كان ينظر إلى كوريا الجنوبية واليابان كقوى إقليمية رئيسية «تحتوي» الأنظمة الشيوعية خلال الحرب الباردة.

#### شرق آسيا
- الصين [GP][P5][BRICS][G20][SCO][25][26][27][28][29][30]
- اليابان [GP][G7][G4][G20][31][32]
- كوريا الجنوبية  [G20][MIKTA][OECD][N-11][33]

#### جنوب آسيا
- الهند [GP][G4][BRICS][G20][SCO][3][34][35][36][37]

#### جنوب شرق آسيا
- إندونيسيا [G20][N-11][MIKTA][CIVETS][D-8][G-15][6][38]
- فيتنام[G20][N11][39]

#### غرب آسيا
- إيران [N 11][3][34][40]

- إسرائيل [41][42][43]
- السعودية [G20][44][45][46][47]

### أوروبا
روسيا - والتي تعتبر قوة عظمى مرتقبة- هي قوة عظمى رئيسية وتاريخيا القوة الجيوسياسية الرئيسية في أوروبا. ومع ذلك، تعتبر فرنسا وألمانيا وإيطاليا والمملكة المتحدة الدول الأربع الكبرى في أوروبا. تاريخياً، خلقت القوى المهيمنة في هذه المنطقة إمبراطوريات استعمارية كبيرة في جميع أنحاء العالم (مثل الإمبراطوريات البريطانية والفرنسية والإسبانية والبرتغالية والإيطالية والألمانية والروسية والهولندية). تم دمج معظم القارة الآن نتيجة لتوسع الاتحاد الأوروبي.

#### أوروبا الشرقية
- روسيا [GP][P5][BRICS][G20]

#### أوروبا الغربية
- المملكة المتحدة [GP][P5][G7][G20][15][19][50]
- فرنسا [GP][P5][G7][G20][6][32][51]

#### أوروبا الوسطى
- ألمانيا [GP][G7][G4][G20][6][32][52]

#### جنوب أوروبا
- إيطاليا [GP][G7][G20][53][54][55][56]

### أوقيانوسيا
- أستراليا [G20][MIKTA][57][58]